# Congresso di Pace di Ginevra (1867)
Nel 1867, il pacifista francese Charles Lemonnier (1806–1891) convocò a Ginevra il Congresso di Pace, noto come Lega Internazionale per la Pace e la Libertà. In questa conferenza si decise di abolire la sovranità e le relazioni internazionali della Santa Sede, cosa che Pio IX attribuiva alle società segrete. Giuseppe Garibaldi fu presidente onorario del Congresso.

## L'intervento di Garibaldi
Secondo Jasper Ridley, nel suo intervento, Garibaldi fece riferimento a «quell'istituzione pestilenziale che si chiama Papato» e propose di dare «il colpo finale al mostro». Era il riflesso dell'amarezza generata dalle lotte contro papa Pio IX nel 1849 e nel 1860, ed era in netto contrasto con la lettera che Garibaldi aveva scritto al papa da Montevideo nel 1847, prima di quegli eventi.
I governanti italiani stabilirono come residenza il Palazzo del Quirinale, sequestrarono le proprietà della Chiesa in tutta Roma e nel resto d'Italia, ma non ebbero il sostegno politico per conquistare il Vaticano. Anche prima della presa di Roma, i repubblicani italiani avevano cercato di eliminare il papato, con Giuseppe Garibaldi che cercava sostegno internazionale, a tal fine in un congresso del 1867 a Ginevra, dove affermò:"Il papato, essendo la più dannosa di tutte le società segrete, sarebbe da abolire".

## Conseguenze e conseguenze politiche
"Se queste mani, abituate a combattere, fossero accettabili per Sua Santità, saremmo davvero grati, noi e i nostri compagni in nome dei quali parliamo, se ci sarà permesso di versare il nostro sangue in difesa dell'opera di redenzione di Pio Nono" (12 ottobre 1847).
A differenza delle precedenti invasioni dell'Italia da parte di Napoleone, dove Papa Pio VI morì in prigionia, e Papa Pio VII fu fatto prigioniero per sei anni, la tensione tra lo Stato Italiano ed il Papato continuò per 59 anni, durante i quali i papi si rifiutarono di andarsene dal Vaticano, per non dare implicito riconoscimento all'autorità dello Stato Italiano su Roma e dintorni, ponendosi sotto la protezione dei suoi funzionari. Al contrario, alcuni dei rivoluzionari italiani pensavano che il papato sarebbe scomparso senza soluzione di continuità con lo Stato pontificio, i papi, sollevati dalle loro preoccupazioni temporali, crebbero di importanza durante i loro anni di "prigionia".

## Congressi successivi
Dopo la guerra franco-prussiana (1870–1871), l'organizzazione si riunì nuovamente a Bruxelles nel 1873: la proposta di David Dudley Field per la creazione di un codice internazionale costituì la base della discussione.